# Marburg Mercenaries
| Ewige GFL-Bilanz | Ewige GFL-Bilanz | Ewige GFL-Bilanz | Ewige GFL-Bilanz | Ewige GFL-Bilanz | Ewige GFL-Bilanz | Ewige GFL-Bilanz | Ewige GFL-Bilanz | Ewige GFL-Bilanz | Ewige GFL-Bilanz | Ewige GFL-Bilanz | Ewige GFL-Bilanz |
| Jahr             | Gesamt           | Gesamt           | Gesamt           | Heim             | Heim             | Heim             | Ausw.            | Ausw.            | Ausw.            | TD-Verhältnis    |                  |
| Jahr             | S                | N                | U                | S                | N                | U                | S                | N                | U                | TD-Verhältnis    |                  |
| ---------------- | ---------------- | ---------------- | ---------------- | ---------------- | ---------------- | ---------------- | ---------------- | ---------------- | ---------------- | ---------------- | ---------------- |
| 2003             | 1                | 11               | 0                | 0                | 6                | 0                | 1                | 5                | 0                | 276:425          |                  |
| 2004             | 6                | 3                | 1                | 4                | 1                | 0                | 2                | 2                | 1                | 233:206          |                  |
| 2005             | 8                | 1                | 1                | 4                | 0                | 1                | 4                | 1                | 0                | 350:174          |                  |
| 2006             | 10               | 2                | 0                | 5                | 1                | 0                | 5                | 1                | 0                | 471:214          |                  |
| 2007             | 9                | 2                | 1                | 4                | 1                | 1                | 5                | 1                | 0                | 363:194          |                  |
| 2008             | 9                | 3                | 0                | 5                | 1                | 0                | 4                | 2                | 0                | 356:206          |                  |
| 2009             | 7                | 5                | 0                | 5                | 1                | 0                | 2                | 4                | 0                | 422:328          |                  |
| 2010             | 10               | 2                | 0                | 5                | 1                | 0                | 5                | 1                | 0                | 437:216          |                  |
| 2011             | 11               | 2                | 0                | 6                | 0                | 0                | 5                | 2                | 0                | 392:240          |                  |
| 2012             | 9                | 5                | 0                | 5                | 2                | 0                | 4                | 3                | 0                | 473:339          |                  |
| 2013             | 10               | 3                | 1                | 6                | 1                | 0                | 4                | 2                | 1                | 488:353          |                  |
| 2014             | 9                | 5                | 0                | 4                | 3                | 0                | 5                | 2                | 0                | 476:431          |                  |
| 2015             | 3                | 11               | 0                | 1                | 6                | 0                | 2                | 5                | 0                | 286:484          |                  |
| 2016             | 2                | 12               | 0                | 1                | 6                | 0                | 1                | 6                | 0                | 283:591          |                  |
| 2017             | 8                | 5                | 0                | 4                | 3                | 0                | 4                | 2                | 0                | 318:285          |                  |
| 2018             | 6                | 8                | 0                | 4                | 3                | 0                | 2                | 5                | 0                | 366:438          |                  |
| 2019             | 9                | 5                | 0                | 5                | 2                | 0                | 4                | 3                | 0                | 493:378          |                  |
| 2020             | —                | —                | —                | —                | —                | —                | —                | —                | —                | —                |                  |
| 2021             | 2                | 8                | 0                | 0                | 5                | 0                | 2                | 3                | 0                | 189:350          |                  |
| 2022             | 4                | 6                | 0                | 2                | 3                | 0                | 2                | 3                | 0                | 225:255          |                  |
| 2023             | 3                | 9                | —                | 3                | 3                | —                | 0                | 6                | —                | 251:383          |                  |
| Gesamt           | 136              | 108              | 4                | 73               | 49               | 2                | 63               | 59               | 2                | 7148:6550        |                  |

Die Marburg Mercenaries sind ein American-Football-Verein (AFV) aus dem hessischen Marburg, der 21 Jahre lang in der Gruppe Süd der German Football League (GFL) spielte und nun in der Regionalliga Mitte beheimatet ist.

## Geschichte
Der AFV Mercenaries wurde 1991 gegründet und spielte sich seitdem von der Verbandsliga Hessen (5. Liga) innerhalb weniger Jahre bis in die 2. Bundesliga Süd vor. 2002 gelang den Mercenaries (zu Deutsch: Söldner) durch Siege gegen die Munich Cowboys in der Relegation der Aufstieg in die German Football League (GFL) Süd. Im Jahr zuvor verpassten die Mercenaries in der Relegation den Aufstieg.
Nach einem Lehrjahr mit nur einem Sieg aus zwölf Spielen wurde der Abstieg aus der Saison 2003 in der Relegation vermieden.
In der Saison 2004 spielte sich die Mannschaft nach vorne: Sie errang den Süddeutschen Meistertitel und besiegte im Viertelfinale um die Deutsche Meisterschaft German Bowl den Vorjahresmeister Hamburg Blue Devils. Im Halbfinale scheiterte die Mannschaft am späteren Meister Berlin Adler.
In der Spielzeit 2005 traten die Mercenaries erstmals auf europäischer Bühne im EFAF Cup an und gewannen diesen durch einen 49:14-Sieg in Paris gegen die gastgebenden Elancourt Templiers. Außerdem verteidigten sie ihren Titel als Süddeutscher Meister. Erneut schlug die Mannschaft den amtierenden Meister im Viertelfinale und scheiterte im Halbfinale, diesmal an den Hamburg Blue Devils.
2006 konnten die Mercenaries ihren Titel im EFAF Cup nicht verteidigen. Zwar gewannen sie beide Gruppenspiele, scheiterten jedoch im Viertelfinale an den Graz Giants mit 28:31. Der Titel des Süddeutschen Meisters konnte jedoch in der Saison 2006 verteidigt werden und nach einem Sieg gegen die Hamburg Blue Devils erreichten die Mercenaries zum ersten Mal in ihrer Vereinsgeschichte den German Bowl. Dieser ging in Braunschweig gegen die Braunschweig Lions verloren.

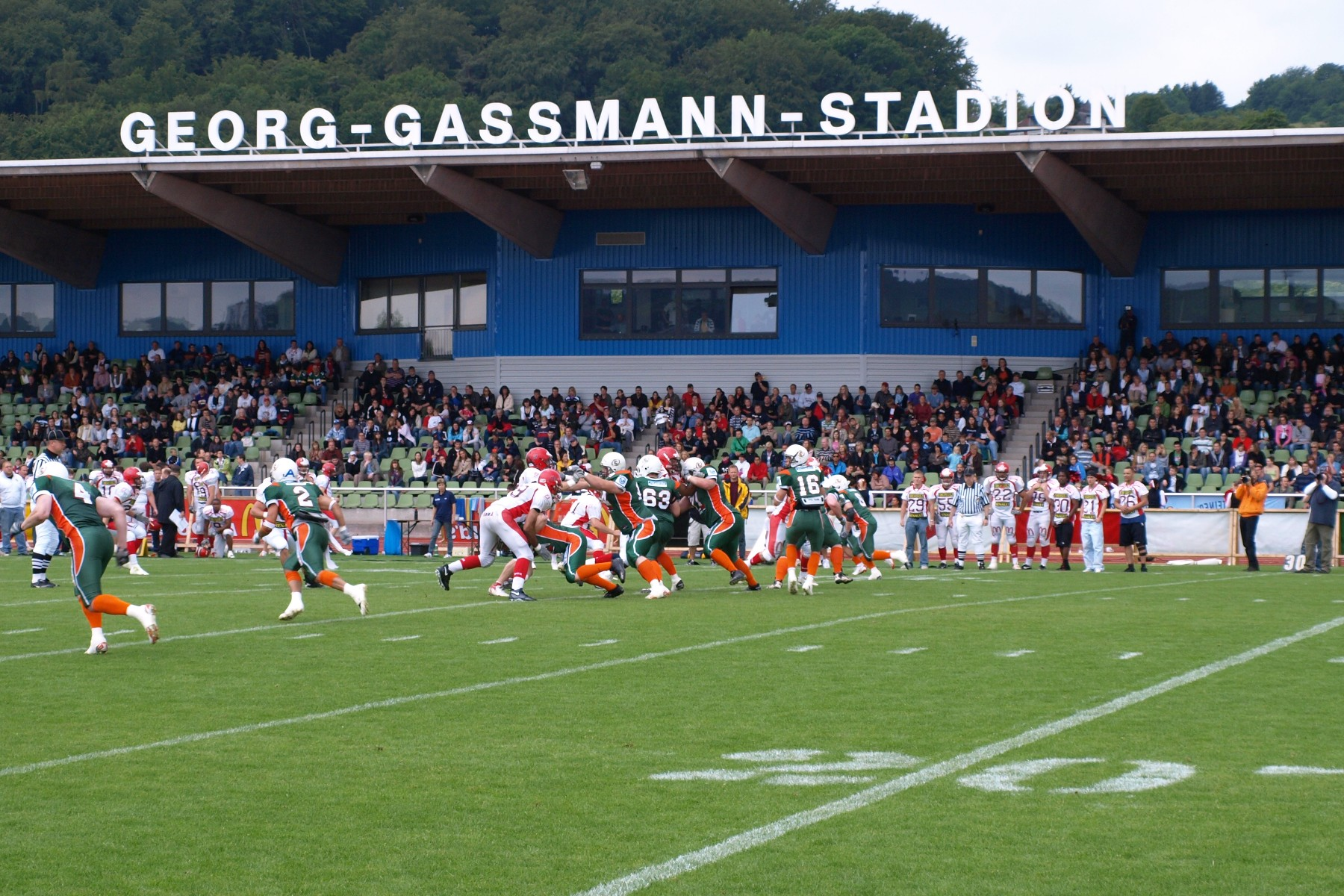
Szene eines Spiels der Mercenaries gegen Kiel

Durch das Erreichen des Endspiels der German Bowl und den Verzicht des Meisters Braunschweig Lions hatten die Mercenaries in der Saison 2007 erstmals das Recht, an der European Football League teilzunehmen. Dort trafen sie in Division 3 auf die Flash de La Courneuve aus Frankreich und den spanischen Vertreter L’Hospitalet Pioners. Im Eurobowl am 1. Juli 2007 in Wien gegen die Dodge Vikings Vienna wurden sie allerdings klar mit 19:70 geschlagen. In der GFL-Saison 2007 erreichten die Marburger Platz 2 im Süden, setzten sich zu Hause gegen die Kiel Baltic Hurricanes mit 21:16 im Viertelfinale durch, schieden jedoch im Halbfinale bei den Braunschweig Lions mit 21:26 aus. Auf der Pressekonferenz nach dem Spiel gab Coach Arbon bekannt, dass er ab November nicht mehr als Headcoach zur Verfügung stehen würde.
In der Saison 2008 gewannen die Mercenaries die Südgruppe. Das Viertelfinale gegen Dresden konnte mit 32:21 gewonnen werden, im Halbfinale setzten sich erneut die Braunschweig Lions (21:49) durch.
In der Saison 2009 erreichten die Mercenaries den 2. Platz der Südgruppe. Das Viertelfinale in Marburg gegen Dresden konnte mit 64:63 gewonnen werden. Im Halbfinale in Berlin unterlag man den Berlin Adler (36:21). Nachdem das Team in der Saison 2013 um die süddeutsche Meisterschaft mitspielen konnte, zogen die Mercenaries auch in der Saison 2014 souverän in die Play-offs ein. Die Serie von elf aufeinanderfolgenden Play-off-Teilnahmen endete jedoch am 21. September 2014 mit einer Niederlage bei den Dresden Monarchs (22:42), da die Mannschaft in der jüngsten Vergangenheit nicht an ihre Erfolge anknüpfen konnte.
Im September 2023 kam es zu einer Razzia bei den Mercenaries, nachdem die Staatsanwaltschaft Marburg Ermittlungen wegen des Verdachts der Urkundenfälschung aufgenommen hatte. Es sollen zwei Vorstandsmitglieder und ein Mitarbeiter während der GFL-Saison 2018 Spielerpässe gefälscht haben, um mehr US-Amerikaner verpflichten zu können. Am 29. September 2023 gab der Vereinsvorstand bekannt, sich freiwillig aus der GFL und GFL 2 zurückzuziehen.
Im März 2024 waren die Marburg Mercenaries Gastgeber der Hessischen Landesmeisterschaft im Cheerleading. Die Veranstaltung brachte zahlreiche Teams aus ganz Hessen nach Marburg und wurde in Zusammenarbeit mit dem American Football Verband Hessen (AFVH) ausgerichtet. Aufgrund des erfolgreichen Verlaufs und der positiven Resonanz wird die Meisterschaft auch 2025 erneut in Marburg stattfinden.

## Stadion und Zuschauer
Der AFV Mercenaries trägt seine Heimspiele meist im rund 12000 Zuschauer fassenden Georg-Gaßmann-Stadion in Ockershausen im Marburger Süden aus. Bei den Spielen der Mercenaries kommen im Schnitt rund 750 Zuschauer, bei Spitzenspielen auch über 1200 Zuschauer. Damit sind die „Söldner“ einer der Zuschauermagneten im Marburger Sport.

## Erfolge
- 1994: Aufstieg in die Oberliga
- 1996: Aufstieg in die Regionalliga und Hessenbowl-Sieg
- 1997: Aufstieg in die 2. Bundesliga und Hessenbowl-Sieg
- 2002: Aufstieg in die GFL
- 2004: Süddeutsche Meisterschaft
- 2005: Gewinn des EFAF Cups und Süddeutsche Meisterschaft
- 2006: Süddeutsche Meisterschaft, Deutscher Vizemeister
- 2008: Süddeutsche Meisterschaft
- 2010: Süddeutsche Meisterschaft

## Andere Mannschaften
Neben der GFL-Mannschaft verfügen die Marburg Mercenaries über eine umfangreiche Jugendabteilung mit drei Teams: die U13 und U16, die in der hessischen Landesliga antreten, sowie die U19, die in der Regionalliga spielt. Zudem gibt es eine Cheerleading-Abteilung, die unter dem Namen Marburg Mercenaries Cheerleading (MMC) in drei Altersklassen sowie einem Dance Team aktiv ist.
Headcoach der Jugend ist Felix Roßmüller, Jugendleiter ist Carsten Schouler.

### Damenmannschaft
Im Herbst 2021 wurde bei den Mercenaries erstmals eine Damenmannschaft gegründet. Zunächst spielte diese in der hessischen Aufbauliga, deren Meisterschaft sie 2022 und 2023 gewinnen konnte.
Für die Saison 2024 entschied sich das Team, in der 2. Damenbundesliga zu starten. In ihrer ersten Saison in der Liga belegten die Mercenaries Damen den dritten Platz in der 2. Damenbundesliga Mitte. Auch in der Saison 2025 wird die Mannschaft erneut in der 2. Damenbundesliga antreten.
Headcoach des Damenteams und Abteilungsleiter ist Christian Diehl.

### Lacrosse – Marburg Saints
Von 2005 bis Ende 2008 war der 2004 gegründete Lacrosse-Verein Marburg Saints eine Abteilung der Mercenaries. Die Saints entstanden im Herbst 2004 aus den Abteilungen der Universitäten Marburg und Gießen. Die Mannschaft stieg 2005 in die Lacrosse-Bundesliga (WDLL) auf, wo sie seitdem spielt. Mit dem Jahr 2009 wechselte die Abteilung zur Hockeyabteilung des VFL 1860 Marburg.